# Ґімель
Ґімель (івр. גִּ֫ימֶל) — третя літера гебрайської абетки. Позначає звук [g]. Має числове значення 3.

## Позначення
В кодах ASCII ג позначається кодом 0xE2.
| Unicode Codepoint | U+05d2              |
| Unicode-Name      | HEBREW LETTER GIMEL |
| HTML              | &#1490;             |
| ISO 8859-8        | 0xe2                |

В Юнікод ג позначається кодом 0x05D2.
В азбуці Морзе ג відповідає сигнал — — • (тире тире крапка).
У шрифті Брайля ג відповідає поєднання точок .
У радіопередачах, у разі, якщо слово треба передати по буквах, букві ג відповідає слово «ґімель» (івр. גימל — назва літери).